# Talbrücke Silbachtal
Die Talbrücke Silbachtal ist eine 340 m lange Brücke der Autobahn 73 bei Kilometer 10,8. 
Das Bauwerk liegt in Südthüringen zwischen den Autobahnanschlussstellen Suhl-Friedberg und Schleusingen. Es überspannt nordwestlich von Erlau in einer Höhe von maximal 46 m mit sechs Feldern das Tal des Silbaches mit mehreren Forstwegen. Die Autobahn weist im Verlauf der Brücke im Grundriss eine Klothoide mit einem Krümmungshalbmesser von 1250 m auf, wobei ein Quergefälle von 2,5 % Richtung Osten vorhanden ist. Im Aufriss variiert die Längsneigung aufgrund einer Wannenausrundung zwischen 3,9 % und 0,85 %. Gebaut wurde die Überführung zwischen den Jahren 2003 und 2005. 

## Gründung und Unterbauten
Die Widerlager und Pfeiler haben eine Flachgründung. Die Y-förmig ausgebildeten Stahlbetonpfeiler mit einer maximalen Höhe von 40 m besitzen einen Vollquerschnitt. Sie bestehen unten aus zwei trapezförmigen Stielen die abschnittsweise durch Scheiben und Riegel miteinander verbunden sind. Zur Aufnahme der Lager spreizen sich die Stiele am Pfeilerkopf 7,5 m unterhalb vom Überbau in zwei Rechteckquerschnitte auf. 

## Überbau
Die Stahlverbundbrücke hat zwei Plattenbalken als Überbauten, welche aus je zwei stählernen Vollwandträgern und einer mit Kopfbolzendübeln verbundenen 14,3 m breite, 25 cm bis 50 cm dicken Stahlbetonfahrbahnplatte bestehen. Die Längsträger sind mit einem Abstand von 7,15 m angeordnet und alle 10 m in Querrichtung durch K-Verbände stabilisiert. Die Konstruktionshöhe des ganzen Überbaus ist konstant 3,8 m. Die Stützweiten des sechsfeldrigen Überbaus betragen 50,0 m + 57,5 m + 85,0 m + 57,5 m + 50,0 m + 40,0 m. 
Der Bewegungsruhepunkt in Längsrichtung ist in Brückenmitte, wobei alle Pfeiler mit dem Überbau unverschieblich verbunden sind.

## Ausführung
Der Stahlüberbau wurde in Einzelteilen per LKW angeliefert. Die endgültige Verschweißung erfolgte am südlichen Widerlager. Zum Einbau wurde die Stahlkonstruktion mit einem Vorbauschnabel im Taktschiebeverfahren eingeschoben. Abschließend wurde die Stahlbetonfahrbahnplatte mit einem Schalwagen abschnittsweise in Längen von 12 bis 19 m hergestellt.